# جيم رينولدز (حكم كرة قاعدة)
جيم رينولدز (بالإنجليزية: Jim Reynolds)‏ هو لاعب كرة قاعدة أمريكي، ولد في 22 ديسمبر 1968 في مارلبورو في الولايات المتحدة.